# Tilopa
Tilopa (Bengala, 988 - 1069) foi um guru tântrico hindustani que trouxe os tantras da Índia para o Tibete e o Extremo Oriente e um mahasiddha nascido em Bengala, seja em Chatigão ou em Jagora. Ele desenvolveu a doutrina mahamudra, e sua doutrina da vacuidade gerou grande debate entre os estudiosos budistas.
Ele é reconhecido como o fundador humano da linhagem Kagyu do budismo tibetano e seus seguidores o consideram Buda Vajradhara.

## Biografia
Tilopa nasceu na casta sacerdotal - segundo algumas fontes, uma família real - mas adotou a vida monástica ao receber ordens de uma dakini (buda cuja atividade é inspirar praticantes) que lhe disse para adotar uma existência menditante e itinerante. Desde o início, ela deixou claro para Tilopa que seus pais verdadeiros não eram as pessoas que o haviam criado, mas sim a sabedoria primordial e a vacuidade universal. Aconselhado pela dakini, Tilopa gradualmente assumiu a vida de monge, fazendo os votos monásticos e se tornando um erudito. As visitas frequentes de seu mestre dakini continuaram a guiar seu caminho espiritual e fechar a lacuna para a iluminação.
Ele começou a viajar por toda a Índia, recebendo ensinamentos de muitos gurus:
- com Saryapa ele aprendeu sobre o calor interno (sânscrito: caṇḍalī, Tib. tummo, calor interno);
- de Nagarjuna ele recebeu a luz radiante (sânscrito: prabashvara) e os ensinamentos do corpo ilusório (sânscrito: maya deha, tib. gyulu ) (Cakrasaṃvara Tantra), Lagusamvara tantra ou Heruka Abhidharma;
- de Lawapa, a ioga dos sonhos;
- de Sukhasiddhi, os ensinamentos sobre a vida, a morte e o bardo (entre os estados de vida e a transferência de consciência) (phowa);
- de Indrabhuti, ele aprendeu a sabedoria (Prajna);
- e de Matangi, a ressurreição do cadáver.

Seguindo o conselho de Matangi, Tilopa começou a trabalhar em um bordel em Bengala para uma prostituta chamada Dharima como seu procurador e segurança. Durante o dia, ele estava moendo sementes de gergelim para ganhar a vida. Durante uma meditação, ele recebeu uma visão de Vajradhara e, de acordo com a lenda, todo o mahamudra foi transmitido diretamente a Tilopa. Depois de receber a transmissão, Tilopa meditou em duas cavernas e amarrou-se com pesadas correntes para manter a postura correta de meditação. Ele praticou por muitos anos e então conheceu a mente de todos os budas na forma de Titular Diamante Vajradhara. Ele é considerado o avô da linhagem Kagyu de hoje. Naropa, seu aluno mais importante, tornou-se seu sucessor e transmitiu os ensinamentos.

## Ensinamentos

### Seis Preceitos ou Seis Conselhos

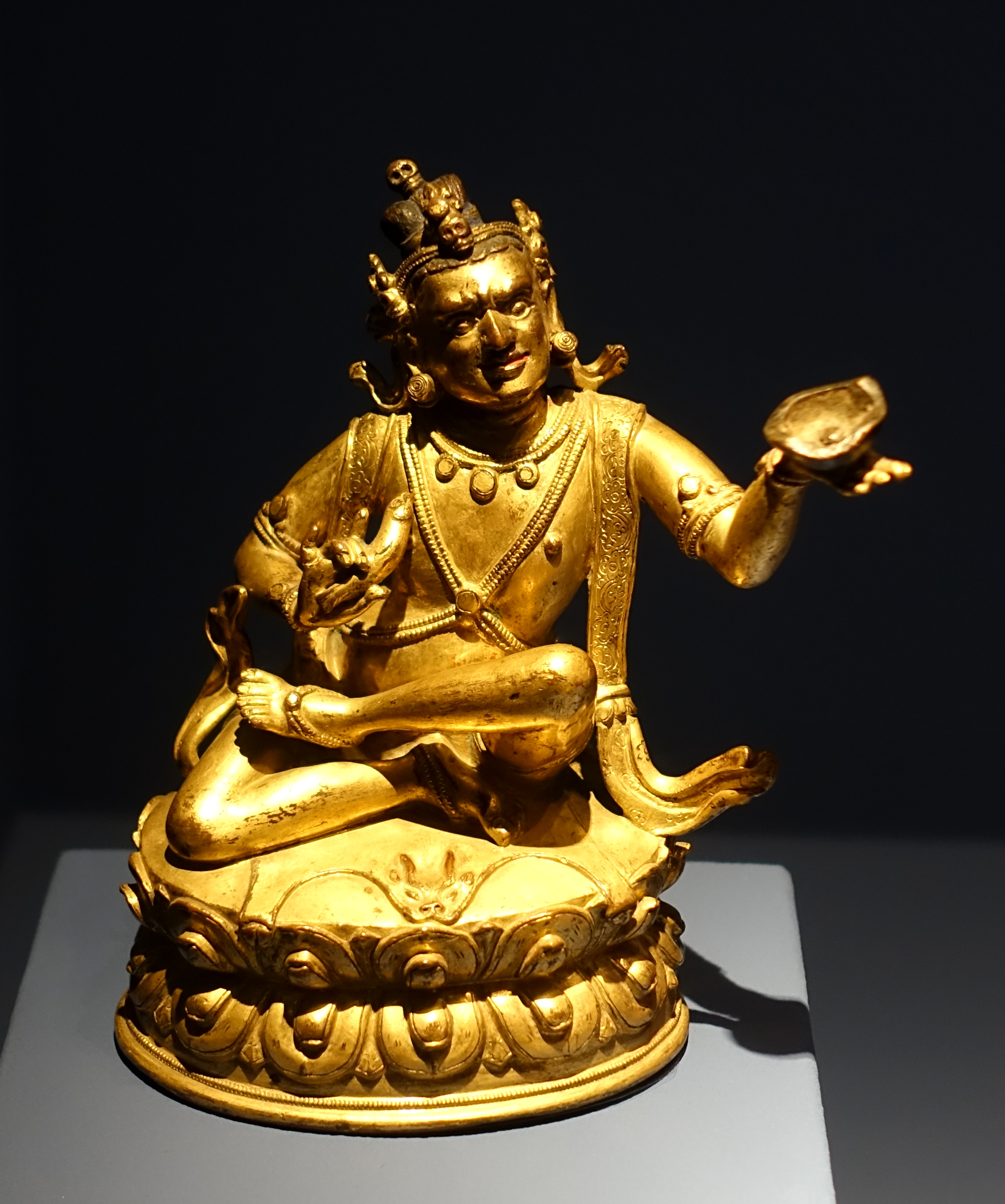
Mahasiddha Tilopa, sul do Tibete, séculos 16 a 17 dC, bronze - Linden-Museum - Stuttgart, Alemanha.

Tilopa deu a Naropa um ensinamento chamado as Seis Palavras de Conselho, o texto original em sânscrito ou bengali nunca foi encontrado; o texto chegou até nós na tradução tibetana. Em tibetano, o ensino é chamado de droga gnad kyi - literalmente, "seis pregos dos pontos-chave" - a adequação desse título torna-se clara se considerarmos o significado da expressão idiomática em português, "acertar o prego no cabeça."
De acordo com Ken McLeod, o texto contém exatamente seis palavras;
|   | Tradução curta e literal | Tradução longa e explicativa               | Tibetano (transliteração Wylie) |
| - | ------------------------ | ------------------------------------------ | ------------------------------- |
| 1 | Não lembre               | Deixe de lado o que passou                 | mi mno                          |
| 2 | Não imagine              | Deixe de lado o que há por vir             | mi bsam                         |
| 3 | Não pense                | Deixe de lado o que está acontecendo agora | mi sems                         |
| 4 | Não examine              | Não tente descobrir nada                   | mi dpyod                        |
| 5 | Não controle             | Não tente fazer nada acontecer             | mi sgom                         |
| 6 | Descanse                 | Relaxe, agora mesmo e descanse             | rang sar bzhag                  |

#### Tradução de Watts-Wayman
Uma tradução anterior por volta de 1957 por Alan Watts e Dr. Alex Wayman traduziu os "Seis Preceitos" de Tilopa como:
Sem pensamento, sem reflexão, sem análise,
Sem cultivo, sem intenção;
Deixe-o se estabelecer.
Em uma nota de rodapé, Watts citou um texto-fonte tibetano em variação parcial com o de McLeod em sequência e sintaxe, a saber:
Mi-mno, mi-bsam, mi-dpyad-ching,
Mi-bsgom, mi-sems, rang-babs-bzhag.
Com base em uma "elucidação" fornecida por Wayman, Watts explicou que:
Mi-mno é aproximadamente equivalente aos termos Zen wu-hsin ou wu-nien, "sem mente" ou "sem pensamento". Bsam é o equivalente do sânscrito cintana, ou seja, pensamento discursivo sobre o que foi ouvido e dpyad de mimamsa, ou "análise filosófica". Bsgom é provavelmente bhavana ou o chinês hsiu, "cultivar", "praticar" ou "concentração intensa". Sems é cetana ou szu, com o sentido de intenção ou volição. Rang-babs-bzhagé literalmente "auto-estabelecer-se", e "auto-estabelecer-se" parece ser um equivalente quase exato do taoísta tzu-jan, "eu mesmo", "espontâneo" ou "natural".
Watts estudou chinês e Wayman era tibetologista e professor de sânscrito associado à UCLA e, posteriormente, à Universidade de Columbia.

### Instruções Mahamudra
Tilopa também deu instruções de mahamudra a Naropa por meio da canção conhecida como "The Ganges Mahamudra", uma estrofe da qual se lê:
O tolo em sua ignorância, desprezando Mahamudra,
Não conhece nada além de lutar no dilúvio do samsara.
Tenha compaixão de quem sofre de ansiedade constante!
Doente de dor implacável e desejo de liberação, siga um mestre,
Pois quando a bênção dele toca seu coração, a mente é liberada.

### Frases
Uma das declarações mais famosas e importantes atribuídas a Tilopa é: “O problema não é o prazer; o problema é o apego”.